# Arcibaldo e Petronilla
Arcibaldo e Petronilla (Bringing up Father, nota anche come Maggie and Jiggs o Jiggs and Maggie, dal nome dei protagonisti) è una serie a fumetti a strisce giornaliere ideata da George McManus pubblicata negli Stati Uniti d'America dal 1913 al 2000, riscuotendo per molto tempo un vasto successo e venendo pubblicata anche in altri paesi del mondo.
Dalla serie sono stati tratti degli adattamenti d'animazione, una commedia, un film nel 1928 e altri cinque negli anni 1940.
Nel 1995 fu una delle venti serie a fumetti incluse nella serie commemorativa di francobolli statunitensi Comic Strip Classics.

## Trama
Arcibaldo (Jiggs) e Petronilla (Maggie) sono marito e moglie immigrati dall'Irlanda negli Stati Uniti; lui è un operaio in una fabbrica di mattoni e lei lavora in una lavanderia ma grazie a una grossa vincita alla lotteria si ritrovano ricchi e benestanti. Nonostante questo lui continuerebbe volentieri a frequentare i vecchi amici in osteria, giocando a carte e bevendo birra ma viene spesso trascinato altrove dalla moglie Petronilla che vorrebbe frequentare l'alta società. I tentativi di Petronilla non vanno spesso a buon fine nonostante l'aiuto della figlia Nora che invece riesce a integrarsi meglio dei genitori nel nuovo contesto sociale.

## Storia editoriale
La serie fa il suo esordio come striscia giornaliera il 23 dicembre 1913 e, dal 14 aprile 1918, ne viene pubblicata anche una versione in tavole domenicali. George McManus dal 1954 lascia la realizzazione delle strisce a Bill Kavanagh (testi) e Frank Fletcher (disegni delle domenicali) e Vernon Greene delle giornaliere che dal 1965 verranno poi realizzate da Hal Campagna.
La serie venne pubblicata anche in Italia rinominata Arcibaldo e Petronilla sul Corriere dei Piccoli già dal 1921 e, come Zenobaldo e Domitilla, su Topolino della Mondadori negli anni quaranta e su altre testate nei decenni successivi comparendo poi in un volume monografico nella collana Oscar Mondadori.

## Trasposizioni in altri media
Cinema
- Bringing up Father (1928, regia di Jack Conway)
- Bringing up Father (1946, regia di Eddie Cline)
- Jiggs and Maggie in Society (1947, regia di Eddie Cline)
- Jiggs and Maggie in Court (1948, regia di William Beaudine ed Eddie Cline)
- Jiggs and Maggie in Jackpot Jitters (1949, regia di William Beaudine)
- Jiggs and Maggie Out West (1950, regia di William Beaudine)